# Ábrahám József (forradalmár)
Ábrahám József (Budapest, 1924. december 20. – Budapest, 1958. június 11.) magyar szerszámkészítő, gépésztechnikus, az 1956-os forradalom mártírja.

## Élete
Ábrahám József (1868–1944) női szabómester és Kuszovszky Mária (1889–1927) fiaként született. Két éves volt, amikor az édesanyja meghalt, apját pedig 1944-ben gyilkolták meg. Az elemi iskola hat osztályát végezte el, majd dolgozni kezdett, kifutófiú lett. 1941-ben szerszámkészítőnek kezdett tanulni. 1944-től dolgozott szerszámkészítőként, de novemberben munkaszolgálatra vitték. A keleti fronton hadifogságba esett, végül 1945 elején jutott haza Magyarországra. Egy esti tanfolyamon gépipari technikumot végzett, és az Autóvillamossági Felszerelések Gyárában kezdett dolgozni. A Magyar Kommunista Párt tagja lett, de 1948-ban kizárták. 1953-ban belépett a Magyar Dolgozók Pártjába, de két év múlva ismét kizárták, vallomása szerint azért, mert szegénysége miatt a tagdíjat sem tudta kifizetni.
1950-ben megnősült, de 1953-ban elvált feleségétől. 1955-ben másodszor is megházasodott. Első házasságából egy fia született.
Az 1956-os forradalom idején részt vett a Magyar Forradalmi Ifjúsági Párt megalakulásán, de a fegyveres harcokban nem vett részt. Decemberben megkereste egy, a forradalom idején megismert férfi, és megkérte, hogy írjon össze olyan megbízható fiatalokat, akikre számítani lehet a harc folytatásában. Ábrahám elutasította a felkérést. Még az év vége előtt Bécsbe ment egy munkatársa ajánlására, aki korábban komolyabb összegekkel segítette ki. Itt találkozott egy állítólagos amerikai hírszerzővel, „Bobbyval”, aki arra kérte, hogy szervezzen magyarországi kémhálózatot. Feladata teljesítéséhez különböző eszközöket adott neki, munkájáért pedig pénzt ígért. Hazatérte után, 1957 februárjában bevonta a szervezkedésbe Nagy András vasesztergályost, volt munkatársát, aki ezután lokátorcsöveket szerzett a debreceni szovjet katonai repülőtérről, valamint egy lokátorokról szóló szakkönyvet adott Ábrahámnak. Időközben Ábrahám beszervezte több ismerősét és kollégáját is. Augusztusban fényképeket készítettek a székesfehérvári és a tököli repülőtérről, egy Kiskunfélegyházán katonáskodó társuk segítségével pedig rajzot készítettek az ottani repülőtérről. A szervezkedésben részt vevőknek Ábrahám a munkahelyéről szerzett motoralkatrészekkel fizetett. A feladat alól többször megpróbált kibújni, mert idegileg nehezen bírta az izgalmakat. A forradalom kitörésének évfordulóján, 1957. október 23-án őrizetbe vették.
Ábrahám Józsefet a Budapesti Katonai Bíróság Gáspár Gyula őrnagy vezette különtanácsa 1958. március 27-én népi demokratikus államrend elleni szervezkedésben való tevékeny részvételben, közhivatalnoki állás felhasználásával elkövetett hűtlenségben, kétrendbeli tiltott határátlépésben és társadalmi tulajdon sérelmére ismételten elkövetett lopásban bűnösnek találta, és halálra ítélte. Bár az ügyész is kifogásolta a tiltott határátlépés vádjának felvételét, mivel arra az időszakra, amikor Ábrahám Ausztriában volt, amnesztiát hirdettek a határt engedély nélkül átlépőknek, a bíróság ebben a vádpontban is megállapította Ábrahám bűnösségét. Másodfokon a Legfelsőbb Bíróság Katonai Kollégiumának Szimler János alezredes által vezetett különtanácsa 1958. június 9-én helyben hagyta az elsőfokú ítéletet. A bíróság az első fokon csak börtönbüntetésre ítélt III. rendű vádlott Nagyot is halálra ítélte. Ábrahám Józsefet és Nagy Andrást 1958. június 11-én végezték ki a Budapesti Országos Börtön udvarán. Ábrahám sírja a Rákoskeresztúri köztemetőben található.